# Кордме
Кордме (фр. Cordemais) насеље је и општина у западној Француској у региону Лоара, у департману Атлантска Лоара која припада префектури Нант.
По подацима из 2011. године у општини је живело 3147 становника, а густина насељености је износила 84,71 становника/km². Општина се простире на површини од 37,15 km². Налази се на средњој надморској висини од 8 метара (максималној 91 m, а минималној 0 m).

## Демографија
| 1962. | 1968. | 1975. | 1982. | 1990. | 1999. | 2011. |
| ----- | ----- | ----- | ----- | ----- | ----- | ----- |
| 1.360 | 1.439 | 1.817 | 2.004 | 2.374 | 2.515 | 3.147 |

График промене броја становника у току последњих година